# Ibrahima Sory Sow
Ibrahima Sory Sow, né le 13 mars 1941 à Conakry, est un diplomate et homme politique guinéen.

## Biographie
Sory Sow a étudié la philosophie et l'allemand à l'université Karl Marx de Leipzig de 1964 à 1970 et a obtenu son doctorat dans les départements de philosophie et d'allemand en 1973 et 1976. À partir de 1977, il est maître de conférences en histoire et développement politique à l'Université de Leipzig. De 1984 à 1985, il occupe le poste de conseiller au ministère des Affaires étrangères à Conakry. De 1986 à 1995, il a été membre de l’Association germano-guinéenne qu’il a contribué à fonder. En tant que directeur financier de la société agro-industrielle nationale. Sory Sow y est travaillé de 1990 à 1992. De 1995 à 2002, il a été député à l'Assemblée nationale et vice-président de la commission des Affaires étrangères. En 2010, il était ministre de la Santé et de l'Hygiène. Du 19 octobre 2011 au 29 juillet 2014, Sory Sow a travaillé comme ambassadeur à Berlin avec accréditation simultanée à Vienne, Stockholm et auprès du Saint-Siège. Il est ambassadeur à Pékin depuis le 29 juillet 2014.

## Vie privée
Ibrahima Sory Sow est marié et père de trois enfants.